# 2019年オーストラリアグランプリ
2019年オーストラリアグランプリ (2019 Australian Grand Prix) は、2019年のF1世界選手権の開幕戦として、2019年3月17日にアルバート・パーク・サーキットで開催された。
正式名称は「FORMULA 1 ROLEX AUSTRALIAN GRAND PRIX 2019」。

## レース前
ピレリは、本年よりドライタイヤのコンパウンドを7種類から5種類に減らし、最も硬いタイヤを「C1」、以下コンパウンドが柔らかくなるごとに「C2」「C3」「C4」とし、最も柔らかいコンパウンドを「C5」とする。各レースで使用するコンパウンドは「C1」から「C5」の中から3種類とし、最も硬いものをハード（マーキングカラーは白）、最も柔らかいものをソフト（同：赤）、両者の中間をミディアム（同：黄）に統一する。本レースで使用するコンパウンドは、C2がハード、C3がミディアム、C4がソフトとなる。
フェラーリは、メインスポンサーのフィリップモリス社のプロジェクト「Mission Winnow（ミッション・ウィノウ）」について、オーストラリア保健省からたばこ広告を禁止する法律に違反するという指摘を受け、本レースはSF90やレーシングスーツからミッション・ウィノウのロゴを外すことになり、チーム創設90周年を記念した特別カラーリングを使用することを発表した。
レースウィーク前日の3月14日、F1技術責任者のチャーリー・ホワイティングが肺血栓のため急死した。

## エントリーリスト
ランド・ノリス、アレクサンダー・アルボン、ジョージ・ラッセルの3人がF1デビュー戦を迎える。ダニール・クビアト、アントニオ・ジョヴィナッツィは2年ぶり、ロバート・クビサは9年ぶりのF1レースとなる。また、レーシング・ポイントがコンストラクターとして、ザウバーが「アルファロメオ・レーシング」に改名してそれぞれ最初のレースを迎える。

## フリー走行
チャーリー・ホワイティングの死を悼み、FIAのスタッフは喪章を付け、ハースはVF-19のノーズに「我らが友チャーリー」のステッカーを掲示した。金曜午前のFP1はニコ・ヒュルケンベルグが電気系統の不具合により1周しか走れず、新人アレクサンダー・アルボンがターン1でクラッシュし、4分間の赤旗中断となった。トップタイムはルイス・ハミルトン。午後のFP2もメルセデス勢が好調で、ハミルトンがFP1に続いてトップタイムを出した。レッドブル勢がメルセデス勢に続いたが、ピエール・ガスリーが「パワーがない！」と訴えてピットへ戻った。ホンダの調査の結果、パワーユニット（PU）に小さな問題があったものの、以後のセッションに影響はないと説明している。マックス・フェルスタッペンのマシンには燃料漏れが見つかり、深夜にモノコックを交換した。また、ハースはロマン・グロージャンのマシンにオイル漏れがあったため、作業時間の延長を行った。土曜午前のFP3もハミルトンはトップタイムを出した。

## 予選
2019年3月16日 17:00 AEDT(UTC+11)
ルイス・ハミルトンがポールポジションを獲得し、メルセデスがフロントローを独占した。フェラーリはセバスチャン・ベッテルがメルセデス勢に続く3番手、シャルル・ルクレールはQ1でトップタイムしたものの最終的には5番手に終わった。レッドブルはマックス・フェルスタッペンが4番手でフェラーリ勢に割って入った一方、ピエール・ガスリーはチームの戦略ミスで17番手に沈み、Q1で敗退した。新人3人のうち、ランド・ノリスのみがQ3に進出した。

### 結果
| 順位                | No. | ドライバー                   | コンストラクター                   | Q1       | Q2       | Q3       | Grid |
| ------------------- | --- | ---------------------------- | ---------------------------------- | -------- | -------- | -------- | ---- |
| 1                   | 44  | ルイス・ハミルトン           | メルセデス                         | 1:22.043 | 1:21.014 | 1:20.486 | 1    |
| 2                   | 77  | バルテリ・ボッタス           | メルセデス                         | 1:22.367 | 1:21.193 | 1:20.598 | 2    |
| 3                   | 5   | セバスチャン・ベッテル       | フェラーリ                         | 1:22.885 | 1:21.912 | 1:21.190 | 3    |
| 4                   | 33  | マックス・フェルスタッペン   | レッドブル-ホンダ                  | 1:22.876 | 1:21.678 | 1:21.320 | 4    |
| 5                   | 16  | シャルル・ルクレール         | フェラーリ                         | 1:22.017 | 1:21.739 | 1:21.442 | 5    |
| 6                   | 8   | ロマン・グロージャン         | ハース-フェラーリ                  | 1:22.959 | 1:21.870 | 1:21.826 | 6    |
| 7                   | 20  | ケビン・マグヌッセン         | ハース-フェラーリ                  | 1:22.519 | 1:22.221 | 1:22.099 | 7    |
| 8                   | 4   | ランド・ノリス               | マクラーレン-ルノー                | 1:22.702 | 1:22.423 | 1:22.304 | 8    |
| 9                   | 7   | キミ・ライコネン             | アルファロメオ-フェラーリ          | 1:22.966 | 1:22.349 | 1:22.314 | 9    |
| 10                  | 11  | セルジオ・ペレス             | レーシング・ポイント-BWTメルセデス | 1:22.908 | 1:22.532 | 1:22.781 | 10   |
| 11                  | 27  | ニコ・ヒュルケンベルグ       | ルノー                             | 1:22.540 | 1:22.562 |          | 11   |
| 12                  | 3   | ダニエル・リカルド           | ルノー                             | 1:22.921 | 1:22.570 |          | 12   |
| 13                  | 23  | アレクサンダー・アルボン     | トロ・ロッソ-ホンダ                | 1:22.757 | 1:22.636 |          | 13   |
| 14                  | 99  | アントニオ・ジョヴィナッツィ | アルファロメオ-フェラーリ          | 1:22.431 | 1:22.714 |          | 14   |
| 15                  | 26  | ダニール・クビアト           | トロ・ロッソ-ホンダ                | 1:22.511 | 1:22.774 |          | 15   |
| 16                  | 18  | ランス・ストロール           | レーシング・ポイント-BWTメルセデス | 1:23.017 |          |          | 16   |
| 17                  | 10  | ピエール・ガスリー           | レッドブル-ホンダ                  | 1:23.020 |          |          | 17   |
| 18                  | 55  | カルロス・サインツ           | マクラーレン-ルノー                | 1:23.084 |          |          | 18   |
| 19                  | 63  | ジョージ・ラッセル           | ウィリアムズ-メルセデス            | 1:24.360 |          |          | 19   |
| 20                  | 88  | ロバート・クビサ             | ウィリアムズ-メルセデス            | 1:26.067 |          |          | 20   |
| 107% time: 1:27.758 |     |                              |                                    |          |          |          |      |
| ソース:             |     |                              |                                    |          |          |          |      |

## 決勝
2019年3月17日 16:10 AEDT(UTC+11)
バルテリ・ボッタスが2番手スタートからスタートダッシュを決め、ポールポジションからスタートしたルイス・ハミルトンをパスし首位に浮上。一時はマックス・フェルスタッペンにラップリーダーを奪われるも、チームメイトやライバルたちの接近を許さず2シーズンぶり自身4度目となる優勝を飾った。

### 展開
ペナルティによる順位変動はなく、予選の順位のままスタートとなった。タイヤ選択はQ3進出組は全車がQ2で使ったソフト、11番グリッド以下ではルノー勢、アレクサンダー・アルボン（トロ・ロッソ）、カルロス・サインツJr.（マクラーレン）だけがソフトを履き、最後尾のロバート・クビサ（ウィリアムズ）はハード、それ以外はミディアムでスタートに臨んだ。
レースがスタートし、抜群の蹴り出しを見せたボッタスがハミルトンをかわして首位に浮上。12番手スタートのダニエル・リカルド（ルノー）は芝生に乗ったうえでペレスを避けようとした際、その段差に乗ってしまい、フロントウイングを破損。クビサもターン1でピエール・ガスリーと接触し、フロントウイングを破損。両者ピットインしてノーズを交換すると共にリカルドはハード、クビサはミディアムへ換えることでタイヤ交換義務を果たした。コース復帰後の無線により、リカルドはバージボードにもダメージを負ったことも判明。これによるリカルドのパーツの散乱は思わぬ影響を与える。同時に混乱を切り抜けたニコ・ヒュルケンベルグ（ルノー）が8番手、アルボンは11番手にジャンプアップした。
トップに立ったボッタスは10周目の時点でハミルトンに3秒のマージンを築く。その後ろはハミルトン-セバスチャン・ベッテル-フェルスタッペン-シャルル・ルクレールと続いていた。
11周目、サインツのエンジンがブロー。ピット入口付近でマシンを止めリタイアとなった。ここから、各々のピット戦略が展開される。
最初のピットストップはキミ・ライコネン（アルファロメオ）。12周目にソフトからミディアムに交換した。これが呼び水となり、翌周にはヒュルケンベルグとセルジオ・ペレス（レーシング・ポイント）がこれをカバーしてピットイン。こちらはいずれもハードに交換する。上位陣では15周目にベッテルがミディアムへ交換。続く16周目にハミルトンもミディアムに交換し、ベッテルの前でピットアウト。ベッテルのアンダーカットの阻止には成功した。ロマン・グロージャン（ハース）はタイヤ交換に手間取り、ランド・ノリス（マクラーレン）に前を行かれた。この間、ボッタスはタイヤが劣化し始めてもファステストラップを連発し独走態勢を確立させる。中団グループはアントニオ・ジョヴィナッツィ（アルファロメオ）が後ろのマシンらを抑える展開となる。
十分なリードを築いたボッタスは24周目にミディアムに交換し、タイヤ交換を行っていないフェルスタッペンとルクレールの間2番手でコース復帰を果たす。一方でフェルスタッペンは26周目にピットインしミディアムへ、ルクレールは29周目にピットインしハードへ交換した。
そして、ミディアムでペースの上がらないベッテルをフェルスタッペンが31周目のターン3でオーバーテイクし、表彰台圏内に入った。
母国GPのリカルドは32周目、マシンのダメージの拡大を抑えるべくピットに戻り、マシンを降りた。時を同じくしてグロージャンもリタイアした。無線でフロントサスペンションの破損を訴えていたが、タイヤ交換時に左フロントタイヤが交換に手間取った際、ホイールナットを損傷させる形でタイヤを装着しており、前年の悪夢の再来となってしまった。
ガスリーはミディアムで粘りに粘った末、38周目にソフトタイヤに交換。ダニール・クビアト（トロ・ロッソ）の前に立ったが、クビアトはすかさずガスリーをターン3でオーバーテイク。ガスリーは11位での走行を強いられることとなる。
残り15周を切った段階で、ボッタス-ハミルトン-フェルスタッペン-ベッテル-ルクレールの順だが、早めのピットインとなったハミルトンとベッテルのペースが安定せず、逆にハードタイヤのルクレールと遅めに交換したフェルスタッペンがペースを上げてくる。その後方、10番手クビアトのペースが良好で、11番手ガスリーはクビアトに付き合う形でライコネンやストロールに迫っていく。残り10周でこの4台はそれぞれ1秒以内にまで接近した。
レースはボッタスがそのままトップでチェッカーを受けた。ボッタスに大差を付けられたハミルトンが4年連続で2位となり、開幕戦としてはメルセデスが3年ぶりとなる1-2フィニッシュを決めた。3位にはフェルスタッペンが入り、レッドブル・ホンダとしての初レースで表彰台を獲得した。これはホンダにとって2015年の復帰以来最高成績であると同時に、2008年イギリスGP（ルーベンス・バリチェロ）以来11年ぶりの表彰台となった。
前評判で有力視されていたフェラーリはマシンバランスの問題で両者ともボッタスに1分近い大差をつけられ、ベッテルが4位、フェラーリに移籍して初レースとなったルクレールは5位でレースを終えた。レース中、ベッテルは無線で「僕たちは、なんでこんなに遅いの？」と弱気になるほどの状況であり、タイヤ戦略のミスによるレースペースの悪化があったとはいえ、2014年以来の開幕戦の表彰台を逃してのスタートとなった。
「ベスト・オブ・ザ・レスト」はハースのケビン・マグヌッセンで6位。激戦となった7位以下は順位に変動はなく、ヒュルケンベルグ、ライコネン、ランス・ストロール、今年度から復帰のクビアトの順でフィニッシュ。トロロッソ・ホンダも開幕戦から入賞と幸先の良いスタートを切った。ガスリーは最後までクビアトを攻略することはできず、11位で終わった。
そして、レース終了後の点検やインタビューにより、複数のマシンでトラブルが発生していたことが判明した。
クビサが3週目にミラーの1つが脱落する事態が発生。ジョヴィナッツィはレース中不自然な挙動を見せたが、その原因は14番手スタートであったため、リカルドのパーツをもろに踏んだうえ、同周回でのサインツと接触も加わって、フロアとフロントウイングを破損。それによりマシンバランスに異常をきたしたためであった。ライコネンの12周目のピットインは戦略の一種かと思われたが、実は捨てバイザーがブレーキダクトに入りピットのタイミングを急きょ変更したためであったことが判明した。ハミルトンは4週目あたりからペースダウンし始めたことに困惑しており、当初はリカルドのデブリを踏んだことのスローダウンと思い、ピット戦略の影響で自身がボッタスと勝負するチャンスを失ったことに対する不満も強かったが、レース直後のチームによる点検でフロアにダメージが発生していたことが判明。その後、詳細に調査した結果、デブリによる損傷ではなく、4週目までの間に縁石が原因で損傷した可能性が高いと結論づけた。そのため、ハミルトンはスタートでのミスとフロアの損傷が原因と割り切って気持ちに折り合いをつけた。
一方で、ロス・ブラウンは今季の空力規則の効果に満足しており、ブラウンのデータによると去年のオーストラリアGPに比べると、オーバーテイク回数が、2.3倍も増加したという。
また、2021年にアルバート・パークのコースレイアウトのリニューアルが行われることから、現行レイアウトのアルバート・パークにおける開催はこの年のオーストラリアGPをもって終了した。

### 結果
| 順位    | No. | ドライバー                   | コンストラクター                   | 周回数 | タイム/リタイア原因 | Grid | Pts. |
| ------- | --- | ---------------------------- | ---------------------------------- | ------ | ------------------- | ---- | ---- |
| 1       | 77  | バルテリ・ボッタス           | メルセデス                         | 58     | 1:25:27.325         | 2    | 26 1 |
| 2       | 44  | ルイス・ハミルトン           | メルセデス                         | 58     | +20.886             | 1    | 18   |
| 3       | 33  | マックス・フェルスタッペン   | レッドブル-ホンダ                  | 58     | +22.552             | 4    | 15   |
| 4       | 5   | セバスチャン・ベッテル       | フェラーリ                         | 58     | +57.109             | 3    | 12   |
| 5       | 16  | シャルル・ルクレール         | フェラーリ                         | 58     | +58.230             | 5    | 10   |
| 6       | 20  | ケビン・マグヌッセン         | ハース-フェラーリ                  | 58     | +1:27.156           | 7    | 8    |
| 7       | 27  | ニコ・ヒュルケンベルグ       | ルノー                             | 57     | +1 Lap              | 11   | 6    |
| 8       | 7   | キミ・ライコネン             | アルファロメオ-フェラーリ          | 57     | +1 Lap              | 9    | 4    |
| 9       | 18  | ランス・ストロール           | レーシング・ポイント-BWTメルセデス | 57     | +1 Lap              | 16   | 2    |
| 10      | 26  | ダニール・クビアト           | トロ・ロッソ-ホンダ                | 57     | +1 Lap              | 15   | 1    |
| 11      | 10  | ピエール・ガスリー           | レッドブル-ホンダ                  | 57     | +1 Lap              | 17   |      |
| 12      | 4   | ランド・ノリス               | マクラーレン-ルノー                | 57     | +1 Lap              | 8    |      |
| 13      | 11  | セルジオ・ペレス             | レーシング・ポイント-BWTメルセデス | 57     | +1 Lap              | 10   |      |
| 14      | 23  | アレクサンダー・アルボン     | トロ・ロッソ-ホンダ                | 57     | +1 Lap              | 13   |      |
| 15      | 99  | アントニオ・ジョヴィナッツィ | アルファロメオ-フェラーリ          | 57     | +1 Lap              | 14   |      |
| 16      | 63  | ジョージ・ラッセル           | ウィリアムズ-メルセデス            | 56     | +2 Lap              | 19   |      |
| 17      | 88  | ロバート・クビサ             | ウィリアムズ-メルセデス            | 55     | +3 Lap              | 20   |      |
| Ret     | 8   | ロマン・グロージャン         | ハース-フェラーリ                  | 29     | ホイール            | 6    |      |
| Ret     | 3   | ダニエル・リカルド           | ルノー                             | 28     | ダメージ            | 12   |      |
| Ret     | 55  | カルロス・サインツ           | マクラーレン-ルノー                | 9      | パワーユニット      | 18   |      |
| ソース: |     |                              |                                    |        |                     |      |      |

ファステストラップ
- バルテリ・ボッタス - 1:25.580 (57周目)

ラップリーダー
- 1-22=ボッタス、23-24=フェルスタッペン、25-58=ボッタス

追記
- ^1 - ファステストラップの1点を含む

## 第1戦終了時点のランキング
| 順位 | ドライバー                 | ポイント |
| ---- | -------------------------- | -------- |
| 1    | バルテリ・ボッタス         | 26       |
| 2    | ルイス・ハミルトン         | 18       |
| 3    | マックス・フェルスタッペン | 15       |
| 4    | セバスチャン・ベッテル     | 12       |
| 5    | シャルル・ルクレール       | 10       |

| 順位 | コンストラクター  | ポイント |
| ---- | ----------------- | -------- |
| 1    | メルセデス        | 44       |
| 2    | フェラーリ        | 22       |
| 3    | レッドブル-ホンダ | 15       |
| 4    | ハース-フェラーリ | 8        |
| 5    | ルノー            | 6        |

- 注：ドライバー、コンストラクター共にトップ5のみ表示。